# Turbodizelski motor
Turbodizelski motor ali samo turbodizel je dizelski motor, ki uporablja turbopolnilnik za prisilno polnjenje. Turbopolnilnik poveča količino zraka, ki vstopi v valje in tako poveča moč motorja. Ker polnilnik izkorišča energijo izpušnega plina, se tako poveča tudi izkoristek. Turbopolnjeni motor je tudi lažji od atmosfersko (nepresilno) polnjenega motorja iste moči. 
Popularnost turbodizlov se je v zadnjih dveh desetletjih zelo povečala. 
Turbopolnik je izumil švicarski inženir Alfred Büchi v začetku 20. stoletja. 